# Paripi Kōmei
Paripi Kōmei (jap. パリピ孔明) – manga napisana przez Yuto Yotsubę z ilustracjami Ryō Ogawy. Seria ukazywała się w okresie od grudnia 2019 do listopada 2021 roku na stronie internetowej Comic Days wydawnictwa Kōdansha oraz później na łamach „Shūkan Young Magazine”. Do kwietnia 2022 roku rozdziały zostały zebrane w 9 tankōbonach. Telewizyjny serial anime oparty na serii został wyprodukowany przez studio P.A. Works i zadebiutował w marcu 2022 roku na platformach streamingowych, a miesiąc później w telewizji.

## Fabuła
Sławny wojskowy strateg Zhuge Liang Kongming jest złożony śmiertelną chorobą w trakcie rozgrywającej się bitwy na równinach Wuzhang. Leżąc na łożu śmierci wypowiada życzenie, by jego następne życie było w spokojnym miejscu, bez wojny i rozlewu krwi. Odradza się on jako młodzieniec we współczesnej Japonii, konkretnie w trakcie balu kostiumowego podczas Halloween w imprezowej dzielnicy Tokio. Imprezowicze (po japońsku paripi; skrótowiec z angielskiego party people) z okręgu Shibuya zaciągają go do jednego z nocnych klubów, gdzie poznaje Eiko Tsukimi – początkującą piosenkarkę. Od tego momentu rozpoczyna się jego drugie życie, a on sam przyrzeka dołożyć wszelkich starań, by Eiko odniosła sukces w muzycznym świecie.

## Bohaterowie
Eiko Tsukimi (jap. 月見 英子 Tsukimi Eiko)
Seiyū: Kaede Hondo 
Aspirująca piosenkarka pracująca w klubie BB Lounge. Spotyka nieoczekiwanie Kongminga i decyduje się udzielić mu gościny, ucząc go przy okazji zasad panujących na świecie i nowych technologii.
Zhuge Kongming (jap. 諸葛 孔明 Shokatsu Kōmei)
Seiyū: Ryōtarō Okiayu 
Generał Trzech Królestw, który na łożu śmierci pragnie odrodzić się w świecie bez wojny i rozlewu krwi. Gdy trafia do współczesnej Japonii próbuje swoich sił, by odnaleźć się wśród nowej rzeczywistości.
Kabetaijin (jap. KABE太人)
Seiyū: Shōya Chiba 
Utalentowany raper walczący z traumą z przeszłości.
Nanami Kuon (jap. 久遠 七海 Kuon Nanami)
Seiyū: Hibiku Yamamura 
Bliska przyjaciółka Eiko i jednocześnie jej rywalka.
Owner Kobayashi (jap. オーナー小林 Ōnā Kobayashi)
Seiyū: Jun Fukushima 
Właściciel BB Lounge, zdeklarowany miłośnik historii Epoki Trzech Królestw. Wyciąga pomocną dłoń do Kongminga i daje mu pracę w swoim klubie.

## Manga
Seria mang autorstwa Yuto Yotsuby z ilustracjami Ryō Ogawy ukazywała się w internetowym serwisie wydawnictwa Kōdansha Comic Days w okresie od 31 grudnia 2019 do 16 listopada 2021 roku. Od 22 listopada seria została przeniesiona do drukowanego Shūkan Young Magazine. Seria została również zebrana w tankōbony, z których pierwszy został wydany 8 kwietnia 2020 roku. Do 6 kwietnia 2022 roku ukazało się łącznie dziewięć książek.
Licencję na dystrybucję mangi w języku angielskim posiada Kodansha USA, a pierwszy tom ukazał się w Stanach Zjednoczonych 1 czerwca 2021 roku.
| Nr | Język japoński       | Język japoński         | Język angielski     | Język angielski        |
| Nr | Data wydania         | ISBN                   | Data wydania        | ISBN                   |
| -- | -------------------- | ---------------------- | ------------------- | ---------------------- |
| 1  | 8 kwietnia 2020      | ISBN 978-4-06-519219-1 | 1 czerwca 2021      | ISBN 978-1-63699-137-5 |
| 2  | 8 lipca 2020         | ISBN 978-4-06-520198-5 | 6 lipca 2021        | ISBN 978-1-63699-213-6 |
| 3  | 14 października 2020 | ISBN 978-4-06-520998-1 | 3 sierpnia 2021     | ISBN 978-1-63699-342-3 |
| 4  | 13 stycznia 2021     | ISBN 978-4-06-522012-2 | 7 września 2021     | ISBN 978-1-63699-342-3 |
| 5  | 14 kwietnia 2021     | ISBN 978-4-06-522928-6 | 5 października 2021 | ISBN 978-1-63699-402-4 |
| 6  | 14 lipca 2021        | ISBN 978-4-06-523989-6 | 7 grudnia 2021      | ISBN 978-1-63699-511-3 |
| 7  | 18 listopada 2021    | ISBN 978-4-06-525885-9 | 10 maja 2022        | ISBN 978-1-68491-169-1 |
| 8  | 6 stycznia 2022      | ISBN 978-4-06-526485-0 | —                   |                        |
| 9  | 6 kwietnia 2022      | ISBN 978-4-06-527465-1 | —                   |                        |

## Anime
Adaptacja anime autorstwa studia P.A. Works została zapowiedziana 17 listopada 2021 roku. Produkcję reżyserował Shū Honma do scenariusza Yōko Yonaiyamy, projektem postaci zarządzał Kanami Sekiguchi, a muzyka została skomponowana przez Genki Hikotę. Premiera odbyła się 31 marca 2022 roku w serwisie Abema oraz na innych platformach streamingowych, natomiast premiera telewizyjna miała miejsce 5 kwietnia tego samego roku w stacjach Tokyo MX, MBS i Nippon TV. Czołówką serii jest utwór Chitty Chitty Bang Bang (jap. チキチキバンバン Chikichiki Banban) wykonywany przez zespół QUEENDOM, a tyłówką jest Feeling Good ↑↑ (jap. 気分上々↑↑ Kibun Jōjō ↑↑) w wykonaniu 96Neko. Sentai Filmworks posiada licencję na dystrybucję serii poza Azją.
Piosenki śpiewane przez Eiko wykonuje 96Neko, a utwory Nanami są wykonywane przez Lezel.

### Lista odcinków
| # | Tytuł                                                      | Premiera w Japonii |
| --- | ---------------------------------------------------------- | ------------------ |
| 1 | Kōmei, Shibuya ni oritatsu (孔明、渋谷に降り立つ)          | 5 kwietnia 2022    |
| W 234 roku pod koniec okresu Trzech Królestw Zhuge Liang Kongming leży złożony chorobą na łożu śmierci. W swoim ostatnim życzeniu chce odrodzić się w pokojowym świecie bez wojen. Chwilę później budzi się jako młodzieniec w tokijskiej dzielnicy Shibuya podczas imprezy Halloweenowej. Zaskoczony i zaszokowany nowym miejscem oraz przebraniami bawiących się ludzi podejrzewa, iż trafił do piekła. Pozwala się zaciągnąć przez przypadkowo spotkanych imprezowiczów do klubu BB Lounge, gdzie słyszy piosenkę śpiewaną przez Eiko, a której głos dogłębnie go urzekł. Nad ranem znajduje ona kompletnie pijanego Kongminga i decyduje się wziąć go ze sobą do domu, by nie zamarzł. Tam Zhuge wyjawia jej, kim jest, i zaczyna uczyć się nowej rzeczywistości, w której się znalazł. Z pomocą Eiko i dzięki temu, iż właściciel BB Lounge jest zapalonym miłośnikiem historii, dostaje tam posadę barmana. Po skończonej pracy Eiko wyjawia mu, że chciała popełnić samobójstwo, ale dzięki występowi jednej z wokalistek postanowiła żyć dalej i poświęcić się muzyce, by dawać ludziom radość. Kongming obiecuje jej pomoc w spełnieniu tego marzenia. |                                                            |                    |
| 2 | Kōmei, keiryaku wo tsukau (孔明、計略を使う)               | 12 kwietnia 2022   |
| Rozmyślając nad ofertą pomocy Kongminga Eiko snuje plany wystąpienia na największych muzycznych festiwalach, zarówno w Japonii, jak i na całym świecie. Niestety, nie jest ani wystarczająco sławna, ani nie ma wysokiej liczby obserwujących w mediach społecznościowych. W związku z tym Zhuge zabiera ją na występ znanej piosenkarki Mii, by ta mogła się czegoś od niej nauczyć. Chcąc ją lepiej poznać, Kongming udaje się na zaplecze, gdzie wraz z Eiko chwilę rozmawiają z gwiazdą. Niespodziewanie Mia oferuje jej możliwość wystąpienia w dużym klubie. Mimo początkowej euforii Eiko Kongming szybko odkrywa, iż jest to podstęp: obydwie będą występować w tym samym czasie, a Mia chce wykorzystać słabą rozpoznawalność Eiko, by powiększyć własną publikę. Podczas występu postanawia on zastosować strategię kamiennego labiryntu: dzięki umiejętnie rozplanowanym wyjściom, oświetleniu i mgle publika miała problem, by znaleźć właściwie wyjście i zostawali pod sceną Eiko. Występ okazał się wielkim sukcesem dając jej ponad tysiąc nowych obserwujących oraz doprowadzając Mię do furii. |                                                            |                    |
| 3 | Kōmei, susumu beki michi wo shiru (孔明、進むべき道を知る) | 19 kwietnia 2022   |
| By wykorzystać poprzedni sukces Kongming chce, by Eiko wystąpiła na lokalnym festiwalu. Niestety, ze względu na jej nadal słabą rozpoznawalność, otrzymuje ona małą scenę na uboczu, a ponadto jej występ ma się odbyć w tym samym czasie, co głównych gwiazd – zespołu Jet Jacket. By zmienić sytuację Zhuge najpierw symuluje awarię sprzętu muzycznego, po czym stosuje jedną z 36 starożytnych strategii o nazwie „stwórz coś z niczego”. Wyjawia, iż wybadał informacje o głównym zespole, dzięki czemu wiedział, że główny wokalista ma wrażliwe gardło, przez co nie będzie w stanie zaśpiewać dwa razy swojej popisowej piosenki. Celowo udawał słabość, by konkurenci poczuli się pewnie, pozwalając Eiko na przejęcie uwagi publiczności. Sukces mocno podbudował pewność siebie Eiko, jednak ściągnął na Kongminga gniew członków Jet Jacket. Zostali oni jednak ugłaskani podarowanym przez Kongminga syropem na gardło. W ostatniej scenie jeden ze znanych producentów muzycznych, którego uwagę przykuła Eiko, chce z nią porozmawiać. |                                                            |                    |
| 4 | Kōmei, michi wo terasu (孔明、道を照らす)                  | 26 kwietnia 2022   |
| Tajemniczym producentem muzycznym okazuje się być Tsuyoshi Kondo, jeden z najsłynniejszych organizatorów koncertów. Oferuje on Eiko dwie możliwości: występ na lokalnym festiwalu z publiką na poziomie 10 000 osób bez żadnych warunków, lub też występ na jednym z największych festiwali zwanym Summer Sonia z publicznością na poziomie 300 000 osób. Warunkiem występu w tym drugim jest jednak wzięcie udziału w konkursie na zdobycie 100 000 polubień pod postem w mediach społecznościowych, by udowodnić swoją rozpoznawalność. Mimo ryzyka związanego z tym, że tylko jedna osoba z konkursu dostanie slot na występ, Eiko decyduje się spróbować. Kongming, układając plan, jak to osiągnąć, dochodzi do wniosku, że Eiko potrzebny jest raper. Wyrusza na poszukiwania właściwej osoby, a Eiko ćwiczy swoje muzyczne umiejętności. Później razem wyruszają na imprezę do Roppongi, po której Eiko zwierza się Kongmingowi, że jej marzeniem jest występ na jednym z największych festiwali muzycznych na świecie – Voicell Land. Zhuge obiecuje jej pomóc w spełnieniu marzenia, a ona pozwala mu posłuchać swojej nowej piosenki. |                                                            |                    |
| 5 | Kōmei, in wo fumu (孔明、韻を踏む)                         | 3 maja 2022        |
| Kongming w porozumieniu z Kobayashim aranżuje w BB Lounge bitwę raperską. W tym samym czasie młody raper Kabetaijin próbuje ułożyć sobie dzień wciąż mając w pamięci, że zrezygnował z rapowania po wypadku z zasłabnięciem na scenie z powodu wrzodów żołądka oraz przez ciągły stres, który wzmagał się w nim coraz bardziej wraz z sukcesami na scenie, aż stał się nie do zniesienia. Jednak jego największy rywal Sekitoba Kung Fu nie chce mu odpuścić i stale próbuje wyzwać na rewanż po ostatnim raperskim pojedynku. Siedząc w pralni i czekając na wypranie swoich rzezy trafia na Kongminga, który wyzywa go na bitwę rapową w BB Lounge i stawia dwa warunki: jeśli on wygra, to Kabe dołączy do nich, ale jeśli Kabe wygra, to on spełni jedno jego życzenie. Kabetaijin, mimo braku chęci podjęcia wyzwania, wybiera się jednak w okolice klubu. |                                                            |                    |
| 6 | Kōmei's furīsutairu (孔明's フリースタイル)                | 10 maja 2022       |
| Kabe wstępuje do klubu i przysłuchuje się bitwie rapowej. Kiedy jednak zamierza już wyjść, słyszy Eiko śpiewającą piosenkę, która przypomniała mu czasy, gdy po raz pierwszy odkrył rap i pokonał swoją fobię społeczną. Na scenę wchodzi Kongming, który kieruje światła na chcącego wyjść Kabe i wyzywa go na pojedynek. Ten przyjmuje wyzwanie i przez dwie rundy obydwaj idą ze sobą łeb w łeb. Ich występowi przygląda się z publiki Sekitoba, z zadowoleniem widząc, jak jego dawny oponent wraca do rapu. W trzeciej rundzie Kabe odkrywa całą swoją miłość do rapu pokonując Kongminga. Po bitwie ten pyta Kabe o jego życzenie, ale ten odpowiada, że właśnie się ono spełniło i może wrócić do rapowania. Decyduje się on także na dołączenie do Kongminga i Eiko. Później okazuje się, że cała sytuacja była zaaranżowana przez Kongminga, który w sekrecie kazał dodać do drinka Kabe środek łagodzący wrodzy żołądka i wybadał, która z piosenek jest jego ulubioną, by zaśpiewała ją Eiko. Przyznał, że najlepszą drogą, by przeciągnąć przeciwnika do siebie, jest zaoferowanie mu czegoś, co ma dla niego wartość, gdyż wtedy nawet będąc wrogiem będzie chciał otrzymać rzecz, na której mu zależy. |                                                            |                    |
| 7 | Tenka taihei no kei vol.1 (天下泰平の計vol.1)              | 17 maja 2022       |
| Po dołączeniu Kabe do zespołu Kongming ujawnia swój plan zdobycia 100 000 polubień, by dostać się na Summer Sonię. W jego opinii ich największym przeciwnikiem jest zespół idolek Azalea, prowadzony przez znaną z bezwzględności agencję Key Time. Wiedząc, że nie będą w stanie zrównoważyć możliwości reklamowych konkurencji, decyduje się on na zdobycie wymaganej liczby polubień na 3 dni przed końcem konkursu. Zachęca Kabe do załatwienia spraw z Sekitobą, a Eiko wysyła do studia prowadzonego przez znanego DJ-a Steve’a "Kid" Kido, by nagrała swoją nową piosenkę, dając na drogę trzy małe woreczki z radami, gdy będzie jej ciężko. W studiu Eiko śpiewa utwór „I'm Still Alive Today” z repertuaru Marii Diesel. O ile wykonanie spodobało się Kidowi, ten jednak odsyła ją, by odnalazła swój własny głos. Owierając jeden z woreczków Eiko znajduje w nim pozwolenie na występy uliczne, dzięki któremu ratuje jedną z dziewczyn przed wyproszeniem jej przez policję. Nowo poznana dziewczyna przedstawia się jako Nanami i wspólnie decydują się ze sobą zagrać. Występ się udaje, a dziewczyny decydują się spotkać następnego dnia na wspólnym występie. W międzyczasie Kongmingowi podczas wróżenia w BB Lounge wychodzi znak zaprzysięgłych przyjaciół. |                                                            |                    |
| 8 | Jibun wo sagasu (自分を探す)                               | 24 maja 2022       |
| Eiko po raz kolejny występuje razem z Nanami, lecz słuchając jej głosu zaczyna wątpić we własne umiejętności. Również Kabe zaczyna mieć problemy ze znalezieniem właściwych słów. Raper i Eiko spotykają się w BB Lounge, gdzie śpiewają wspólnie zaimprowizowany kawałek. Po występie Eiko zachęca Kabe, by wrócił do swoich korzeni. Ten, idąc za radą, wybiera się do swojego rodzinnego miasta, gdzie dowiaduje się od napotkanych osób, że jest tam lokalnym celebrytą. Eiko po kolejnym spotkaniu z Nanami wylewa przy niej swoje frustracje, a ta decyduje się jej pomóc, by stała się lepsza i odnalazła swój głos. Dziewczyny idą się też zrelaksować do publicznej łaźni. Dzięki pomocy Nanami Eiko znacznie poprawiła swoje umiejętności w operowaniu głosem i decyduje się na ponowne spotkanie z Kido. Po odejściu Nanami otrzymuje telefon i szybko się ulatnia. |                                                            |                    |
| 9 | Tamikusa no tame ni (たみくさのために)                     | 31 maja 2022       |
| Eiko wraca do Nanami po spotkaniu z Kido, który kazał jej odkryć powód, dla którego śpiewa. By się zrelaksować, obie udają się na taras widokowy wieżowca Sky Square. Tam Nanami przyznaje się, że tak naprawdę nazywa się Kuon i jest basistką oraz wokalistką grupy Azalea, głównych konkurentów Eiko. Opowiada historię swojego zespołu, który narodził się z trzech przyjaciółek z liceum chcących wystąpić na szkolnym festiwalu. Po ukończeniu edukacji i przeprowadzce do Tokio dziewczyny próbowały się utrzymać z występów, ale nie zdobyły większej popularności. Po pewnym czasie otrzymały propozycję od jednego z producentów muzycznych, Karasawy – obiecał zrobić z nich gwiazdy, ale pod warunkiem posłuszeństwa i śpiewania jego utworów. Mimo początkowej odmowy widmo bankructwa skłoniło je do podjęcia współpracy. Istotnie, dzięki instrukcjom i otrzymanej choreografii szybko wspięły się na wyżyny, lecz nie dawało im to już radości. Eiko, próbując dotrzeć do serca swojej przyjaciółki, zdecydowała się zaśpiewać „I'm Still Alive Today” doprowadzając Nanami do łez. Ta jednak odeszła, mówiąc, że przy następnym spotkaniu będą już rywalkami. Do Eiko podszedł Kongming, ujawniając swoje przebranie i gratulując znalezienia powodu, dla którego chce śpiewać – by inspirowac innych ludzi.                                                                                  |                                                            |                    |
| 10 | Dreamer                                                    | 7 czerwca 2022     |
| Eiko udaje się zadowolić Kido, który decyduje się przygotować aranżację dla jej piosenki. Po powrocie do BB Lounge spotyka Kabe przygotowującego się do bitwy rapowej z Sekitobą – po spotkaniu starych przyjaciół udało mu się odnaleźć to, kim jest. W trakcie bitwy daje z siebie wszystko, a sam Sekitoba na końcu unosi jego rękę w górę uznając jego zwycięstwo. Tymczasem Nanami walczy z wewnętrznym konfliktem między lojalnością wobec Azalei a powrotem to gry tego, co leży jej na sercu. Niespodziewanie Karasawa oznajmia jej i przyjaciółkom, że za 5 dni zagrają niespodziewany koncert w celu zdobycia stu tysięcy polubień wymaganych do dostania biletu na Summer Sonię. Dodatkowo przyznał, że w jego trakcie ma zostać rozdane widowni milion jenów, by mieć pewność, że pojawi się wiele osób i wymagania w konkursie zostaną spełnione. Nanami, mimo że pomysł jest dla niej jawnym kupowaniem polubień, nie potrafi przeciwstawić się Karasawie. W studiu Kido Eiko śpiewa nowo zaaranżowany utwór, w trakcie którego Kongming na chwilę przenosi się w swoich wspomnieniach do momentu, w którym przysiągł Liu Bei wierność i pomoc w osiągnięciu pokoju na świecie. Przez następne dni, z pomocą Kabe, Eiko szlifuje swój śpiew i nadaje swojej piosence tytuł „Dreamer”. |                                                            |                    |
| 11 | Sōsen shakusen (草船借箭)                                  | 14 czerwca 2022    |
| Zarówno Kongming, jak i Azalea przystępują do próby zdobycia 100 000 polubień. Karasawa planuje koncert-niespodziankę, na którym wyświetlony będzie kod QR pozwalający na wzięcie udziału w konkursie na wygranie miliona jenów. Kongming przewidział ten ruch i zdecydował się wysłać Eiko na miejsce koncertu, by wprowadzić w błąd fanów Azalei i poprzez wyświetlenie własnego kodu zdobyć polubienia dla siebie. Do czasu, gdy mistyfikacja wyszła na jaw, Eiko zdobyła 70 000 polubień. Po przyjeździe Azalei i wykonaniu ich utworu sytuacja wydaje się sprzyjać Karasawie, choć Nanami źle się czuje wiedząc, że ogląda jej występ Eiko. Kongming rozważa użycie strategii alienacji gwarantującej mu sukces, jednak ze względu na przyjaźń Eiko z Nanami zmienia swój plan i nakazuje Kabe wykonać prowokacyjny rap, w którym oskarża Azaleę o oszustwo i podszywanie się pod prawdziwą Azaleę. Dzięki temu udaje się zatrzymać licznik polubień dla zespołu Nanmi na ponad 98 tysiącach. Przy rozwścieczonych i zdezorientowanych fanach Eiko przygotowuje się do swojego występu. |                                                            |                    |
| 12 | Eiko no uta (英子の歌)                                     | 21 czerwca 2022    |
| Eiko próbuje rozpocząć swój występ, jednak zagłusza ją zgromadzony tłum. Dopiero słowa Nanami, by ludzie się uspokoili, pozwalają jej wykonać piosenkę „Dreamer”. Utwór chwycił zgromadzonych za serca, łącznie z członkiniami Azalei, a licznik polubień znów zaczął rosnąć. Karasawa w akcie desperacji nakazuje Nanmi wykonać nowa, niepublikowaną jeszcze piosenkę, ale ta ignoruje jego polecenie. Na końcu występu Eiko zdobywa 100 000 polubień i wygrywa konkurs. Mimo przegranej, Azalea decyduje się zagrać na żywo jeden ze swoich dawnych utworów, również zbierając ponad 100 000 polubień i aplauz tłumu. Podczas uroczystego świętowania sukcesu w klubie BB Lounge Kongming rozmawia z Karasawą; wychodzi wtedy na jaw, iż w młodości ten miał własny zespół, ale przez zdradę jednego z członków nigdy nie zdobył popularności. W głębi serca mocno kibicował Azalei i swoją surowością i twardą ręką chciał, by uniknęły one popełnienia jego błędów. Dziewczyny z Azalei po tym wszystkim nadal chcą z nim kontynuować współpracę. Po pewnym czasie Eiko znajduje Kongminga na dachu i dziękuje mu za wszystko, co dla niej zrobił. Ten poprosił, by mógł dalej być jej zstrategiem i wyjawił swoje marzenie o świecie bez wojen oraz to, że pierwsza część do jego spełnienia właśnie się zakończyła. Na końcu Eiko schodzi do rozentuzjazmowanego tłumu, by wykonać swój popisowy występ. |                                                            |                    |

## Odbiór
Seria uplasowała się na 9 miejscu w rankingu Nationwide Bookstore Employees' Recommended Comics of 2021 prowadzonym przez Honya Club.
Piosenka z czołówki anime bardzo szybko zdobyła ogromną popularność w Internecie, do 12 maja 2022 roku tylko na oficjalnym wideo w serwisie YouTube zdobywając ponad 7 milionów wyświetleń. Utwór doczekał się licznych remiksów (w tym w gatunku Eurobeat), a sami słuchacze porównali Chitty Chitty Bang Bang z fenomenem Dragostea din tei zespołu O-Zone z 2004 roku. Idąc za popularnością piosenki firma Avex udostępniła film z wykonanym przez siebie modelem 3D Eiko wykonującym taniec z czołówki w technologii motion capture. Dane ruchu z modelu zostały udostępnione za darmo do celów niekomercyjnych, a sama animacja w dwa dni zdobyła ponad milion wyświetleń.

### Nagrody i nominacje
| Rok  | Nagroda                  | Kategoria               | Nominacja                       | Wynik     |
| ---- | ------------------------ | ----------------------- | ------------------------------- | --------- |
| 2020 | Next Manga Award         | Manga internetowa       | Paripi Kōmei                    | Wygrana   |
| 2023 | Crunchyroll Anime Awards | Najlepsza nowa seria    | Paripi Kōmei                    | Nominacja |
| 2023 | Crunchyroll Anime Awards | Najlepsza komedia       | Paripi Kōmei                    | Nominacja |
| 2023 | Crunchyroll Anime Awards | Najlepsze notowanie     | Paripi Kōmei                    | Nominacja |
| 2023 | Crunchyroll Anime Awards | Najlepszy utwór w anime | "Chikichiki Banban" by Queendom | Nominacja |
| 2023 | Crunchyroll Anime Awards | Najlepsza czołówka      | "Chikichiki Banban" by Queendom | Nominacja |